# Союз революционного действия
Союз революционного действия (итал. Fascio d'azione rivoluzionaria) — движение, зародившееся в Италии с началом Первой мировой войны в 1914 году.
Основанное Альцесте де Амбрисом, Бенито Муссолини и Анджело Оливетти, оно было тесно связано с движением революционных интервенционистов и вдохновлено их программным манифестом Fascio rivoluzionario d'azione internazionalista от 5 октября 1914 года.
1 января 1915 года Муссолини опубликовал манифест в своей новой газете Il Popolo d'Italia. Вскоре у него было около 9.000 последователей.
24 и 25 января 1915 года состоялся первый конгресс, на котором в центральный комитет, среди прочих, были избраны Микеле Бьянки и Чезаре Росси.
Действие распустилось после вступления Италии в Первую мировую в мае 1915 года. Вновь большинство членов движения собрались лишь в 1919 году на площади Сансеполькро для основания Итальянского союза борьбы, предшествовавшему основанной в 1921 году Национальной фашистской партии.